# モンディディエ
モンディディエ （Montdidier）は、フランス、オー＝ド＝フランス地域圏、ソンム県のコミューン。

## 地理
モンディディエはサンテール地方に位置し、北西のアミアン、南東のコンピエーニュの中間にある。

## 歴史

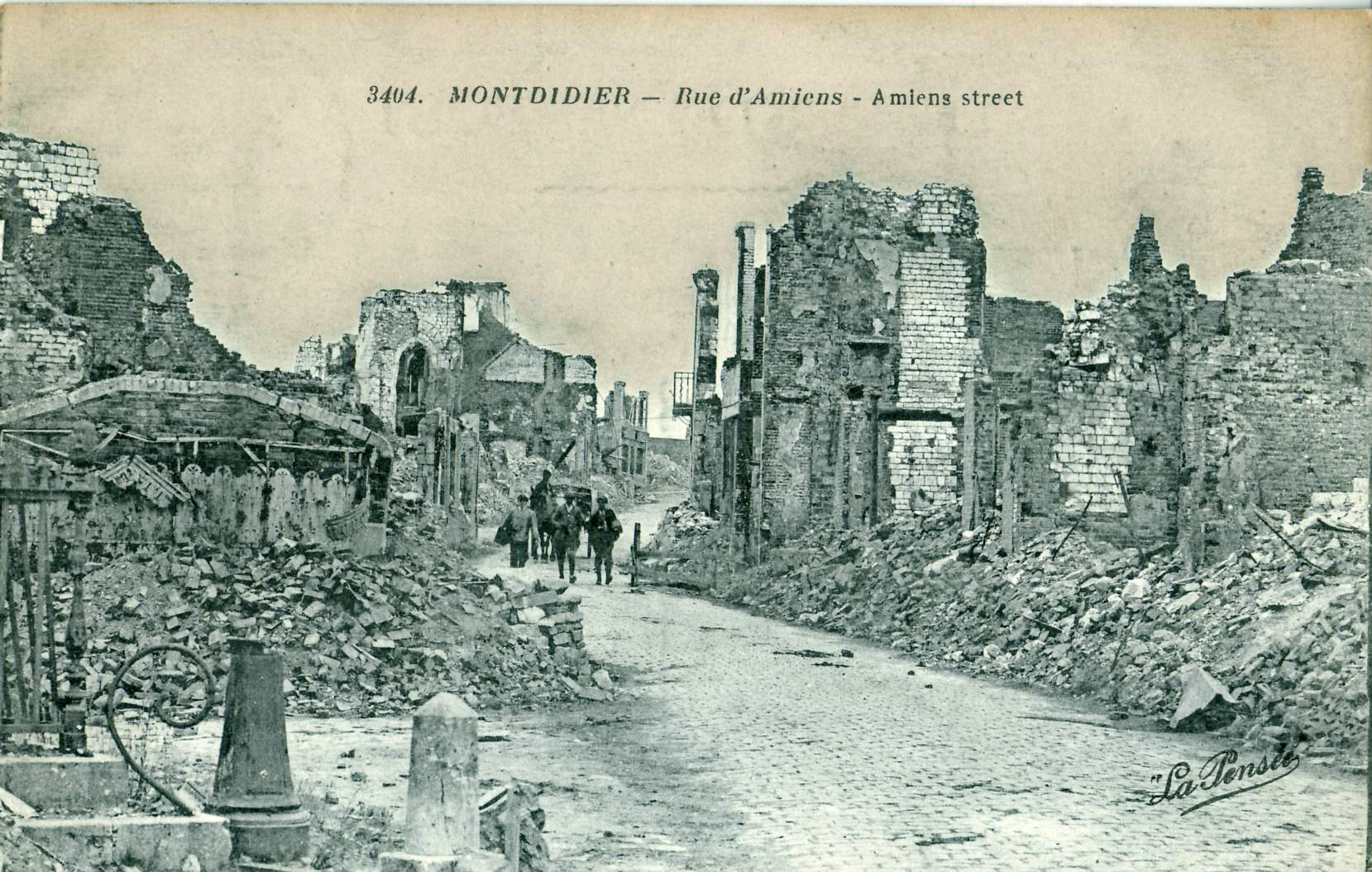
第一次世界大戦で廃墟となったモンディディエのアミアン通り

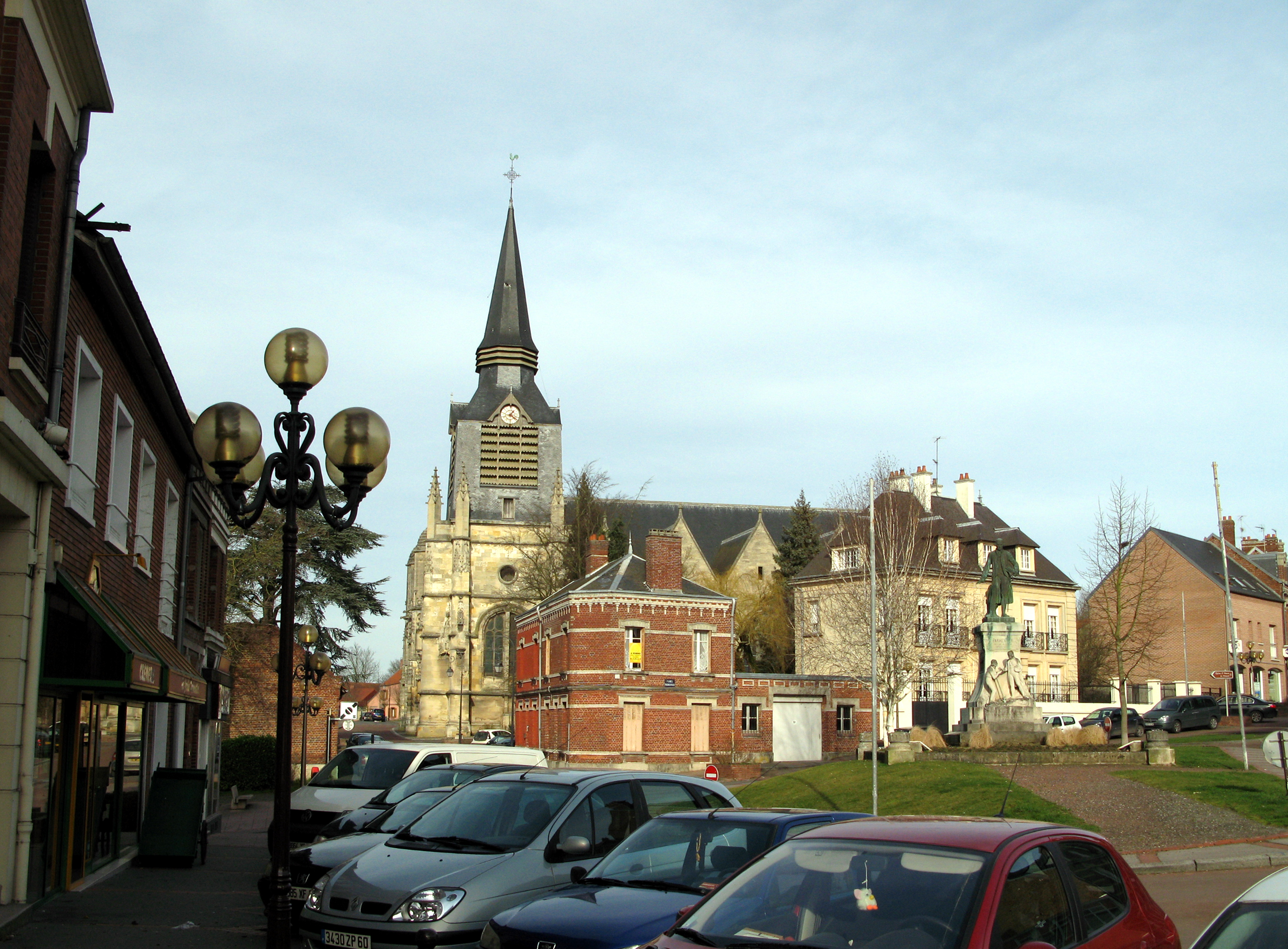
パルマンティエ広場。背景はサン＝ピエール教会

少なくともガリア時代から人が定住していた。一部の歴史家たちはこの定住地がBratuspanceと符合すると考えている。
カール大帝時代、まちの北東に石灰岩質の崖につくられたダンジョンがあった。774年、フランク王であり未来の神聖ローマ皇帝となるカール大帝によって、ロンゴバルド王にして王妃デジデラダの父、デシデリウス（フランス語名ディディエ）がそこで囚人となっていた。この挿話を住民が膨らませ、山を意味するmontを付けてモンディディエとし、まちの名とした。
10世紀、モンディディエ伯爵夫人ヘルドヴィドが、聖リュグルと聖リュグリアンの聖遺物を祀るノートルダム教会の近くに塔を建設した。聖アウグスチノ修道会とベネディクト会が修道院の維持を司っていた。
モンディディエ伯であったラウール・ド・クレピーは、アンリ1世の未亡人であったアンヌ・ド・キエヴと結婚したため、カトリック教会から破門された。1074年にラウールは死去し、サン＝ピエール教会に埋葬された。墓は現在も見ることができる。彼の跡取りであるシモンは王国の最大領土の実権を握って3年後、フィリップ1世に対して戦争することに疲れ、ローマ教皇グレゴリウス7世を訪問しようとした後、モンディディエをフランス王に割譲した。
シモンは父親の亡骸を墓にそのまま納めることを望まず、墓を改めさせている。しかし発掘に立ち会ったところ妨害にあい、彼は権力を捨てて修道院に隠退し生涯を終えた。
1184年、フィリップ2世は、アミエノワ、ヴェルマンドワを獲得するため、フランドル伯フィリップ・ダルザスと争い、モンディディエ郊外に火を放った。
1195年、コミューン住民は王からコミューン憲章を得た。
1472年、モンディディエはブルゴーニュ公軍によって焼かれた。
ルイ11世は1471年と1477年の2度モンディディエを訪れている。
アンシャン・レジーム体制下の行政区分では、モンディディエはサンテール地方の一部（ピカルディーの8つの県の1つ）で、代官が置かれ税務と財政を司るペイ・デレクション（fr）であった。
1516年、モンディディエ代官区が設置された。
1527年にフランソワ1世がモンディディエを訪れた。1575年の勅令によって、アンリ3世はモンディディエにペイ・デレクションを置いた。
1590年、新王アンリ4世の軍がまちを脅かした。
1625年、モンディディエでマリー・ド・メディシス、アンヌ・ドートリッシュ、ヘンリエッタ・マリア・オブ・フランスら3人の王妃が集まった。ルイ14世は5度まちを訪れている。
1849年9月9日、ヴィクトル・ユーゴーは正午にコンピエーニュを発ち、1時間でモンディディエに到着した。彼の滞在は短く、午後6時にはモルイユにいた。
第一次世界大戦中、フランス東部の全ての県と同様に、モンディディエはまちほぼ全体を破壊された。

## 人口統計
| 1962年 | 1968年 | 1975年 | 1982年 | 1990年 | 1999年 | 2006年 |
| ------ | ------ | ------ | ------ | ------ | ------ | ------ |
| 5 430  | 5 828  | 6 204  | 6 194  | 6 262  | 6 333  | 6 006  |

 · 

## 出身者
- ジミー・カスペール
- アントワーヌ・パルマンティエ - ジャガイモ栽培を広めた人物
- ジャン・フェルネル（フランス語版、英語版） - 医師、生理学者